# Donja Barska
Donja Barska är ett samhälle i Bosnien och Hercegovina.   Det ligger i entiteten Federationen Bosnien och Hercegovina, i den nordvästra delen av landet, 230 km nordväst om huvudstaden Sarajevo. Donja Barska ligger 326 meter över havet och antalet invånare är 167.
Terrängen runt Donja Barska är platt åt sydväst, men åt nordost är den kuperad. Terrängen runt Donja Barska sluttar västerut. Runt Donja Barska är det ganska tätbefolkat, med 93 invånare per kvadratkilometer.. Närmaste större samhälle är Cazin, 7,3 km sydost om Donja Barska. 
Omgivningarna runt Donja Barska är en mosaik av jordbruksmark och naturlig växtlighet.